# Acueducto de la Fuente del Rey
El acueducto de la Fuente del Rey es un acueducto y cañería que transcurre entre los municipios españoles de Málaga y Alhaurín de la Torre con una longitud actual aproximada de 3.500 metros sobre los 5.500 metros que se construyeron en el siglo XVIII.

## Historia
Tras la ocupación cristiana a finales del siglo XV de los territorios de Al-Ándalus donde se encuentra la actual ciudad y provincia de Málaga, la zona se abastecía de agua a través de pozos y de las aguas del río Guadalmedina. Con el incremento de la población se realizaron algunas pequeñas obras para la recogida y transporte de agua, la principal de ellas la toma de aguas subterráneas de la fuente del Almendral del Rey, situada al oeste-noroeste del actual núcleo urbano de Málaga, al norte de la Hacienda Cabello y al sur de la Universidad Laboral. Las obras se llevaron a cabo en el segundo cuarto del siglo XVI y mantuvieron, junto a otros suministros menores, el agua en la zona. La fuente del Almendral llegó a ofrecer hasta 20 litros de agua por segundo y estuvo en servicio para abastecer las fuentes públicas durante casi trescientos años, y todavía permaneció activa hasta el siglo XX.
No obstante las mejoras de recursos hídricos, a principios del siglo XVIII el incremento de población y las incipientes nuevas actividades productivas evidenciaron que se precisaba un mayor aporte de agua.
Las nuevas autoridades borbónicas mostraron interés por realizar una obra que solventase el problema. Esto se pone de manifiesto a través de los numerosos proyectos que se redactaron para tal fin y que están conservados en su mayoría en el Servicio Geográfico del Ejército. Así en 1725 se encargó el proyecto definitivo a Toribio Martínez de la Vega. El proyecto diseñado por Martínez de la Vega junto con sus hijos constaba de tres partes fundamentales: unas obras para una acequia que saliera desde la fuente del Rey en el actual barrio de Churriana para permitir el abastecimiento y riego para toda esa zona y varios molinos; una segunda con un acueducto que acercase el agua a toda la ciudad junto con un puente sobre el Guadalhorce que salvase el cauce del río e hiciera posible el suministro constante en todo tiempo, y una tercera, asociada al proyecto de construcción de varios molinos, para abastecer la totalidad de la población de los alrededores, incluyendo zonas en estado precario.
Las obras dieron comienzo en 1727 y durante seis años avanzaron a buen ritmo. En marzo de 1733 falleció el gobernador de Málaga y principal impulsor local del proyecto, Jerónimo de Solís y Gante, y al mes siguiente el arquitecto Martínez de la Vega. A partir de este momento y hasta 1930, durante doscientos años, las obras nunca concluyeron. Desde 1733 a 1735 el Consejo de Estado y el gobierno local de Málaga mantuvieron en pleito quién debía ser el sucesor de Martínez de la Vega. A ello siguió el boicot del cabildo municipal a las decisiones del Consejo: cuando este disolvió la junta de obras el municipio paralizó el proyecto y el pago de salarios y en 1738 proseguía el contencioso. En 1742, con las obras paradas y recaudándose ininterrumpídamente los impuestos locales que las deberían financiar, el tesorero de las mismas renunció por haberse "detraído indebidamente" dinero, y en 1781 la construcción del Acueducto de San Telmo convirtió definitivamente en innecesaria la obra.
A la muerte de Martínez de la Vega, la primera parte del proyecto original estaba concluida. A finales del siglo XVIII y en el XIX se recuperó, por intereses particulares, la fase de construcción del puente sobre el Guadalhorce. De esta forma, tres arcos del mismo fueron factura de Martínez de la Vega, otros tres construidos entre 1792 y 1799 y los otros tres finalizados en 1820. Durante la Guerra de la Independencia se establecieron pasos provisionales de madera en el puente para superar el río. Después, hasta 1876, solo hubo insuficientes obras de mantenimiento y en 1930 se retiraron los pasos de madera, quedando definitivamente abandonado el proyecto y cualquier uso.

## Descripción

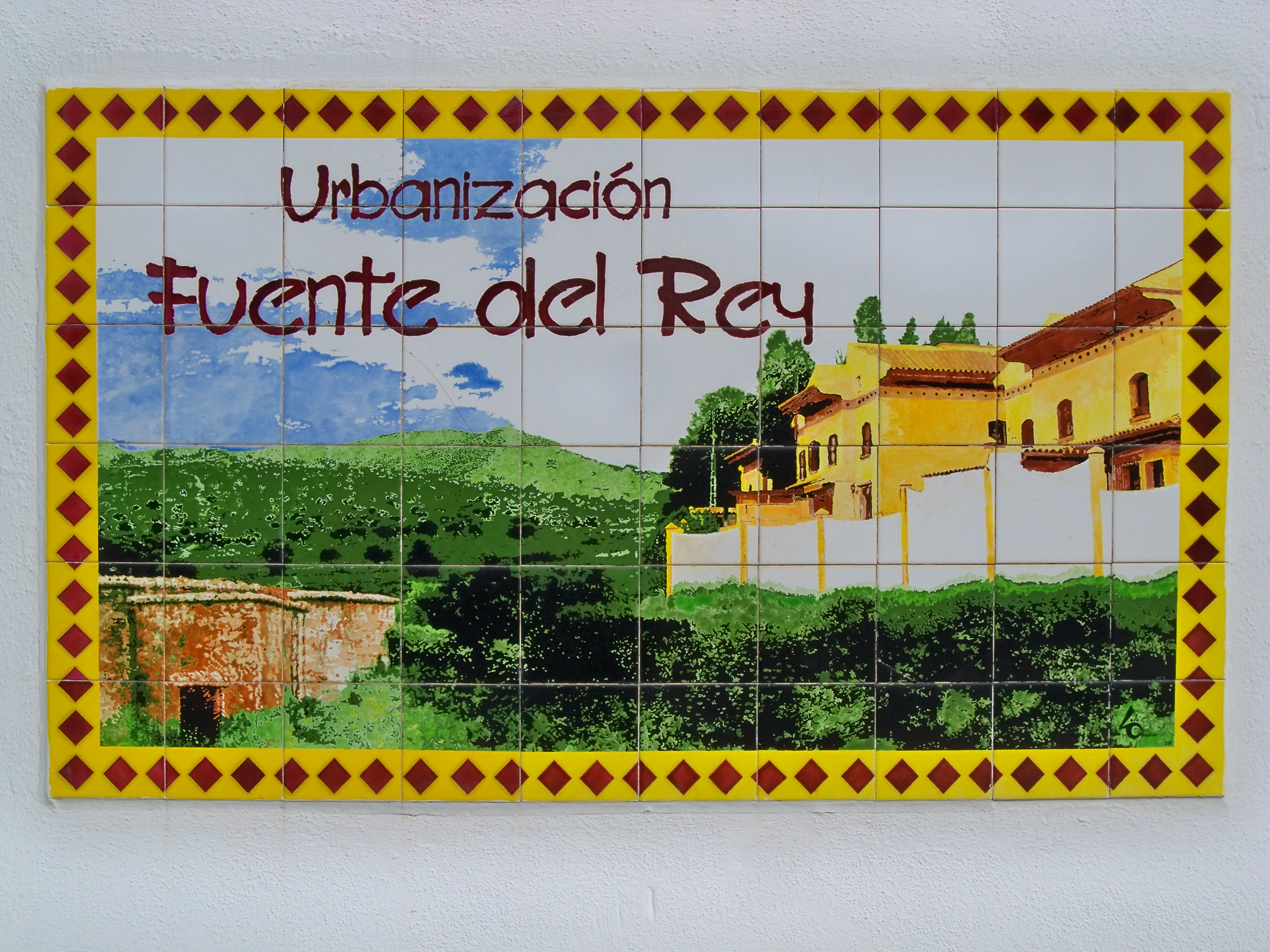
Azulejo mosaico de la urbanización Fuente del Rey con una representación de la Fuente del Rey, obra de Lola Chamizo del año 2008.

El acueducto o cañería de la Fuente del Rey se percibe exteriormente por un paramento de hormigón rematado, ya sea en sección semicircular o piramidal. La fábrica es de gran solidez al estar construida con mampostería trabada con un mortero de cal, que infiere a la estructura gran dureza. Se observa también el empleo de sillares. El tratamiento exterior del paramento que alberga la cañería se realiza a base de un enfoscado de gran calidad. En total se completaron en la obra 5,5 kilómetros delos 31,24 que estaban proyectados, la mitad de los cuales correspondían a la conducción y puente sobre el Guadalhorce.
El interior alberga el caz, de sección en «U» pintado de almagra, tal y como puede apreciarse en aquellos tramos parcialmente destruidos. La obra del núcleo interior es de mampostería trabada con cal. En algunos tramos, el canal, también de sección cuadrangular, se encuentra cubierto por una laja de piedra.
El arca principal está construida según proyecto casi en su totalidad. Es de gran solidez y se encuentra en excelente estado de conservación. Para ella se diseñó un edificio de planta rectangular con entrada en una de sus esquinas junto con la salida del agua y un aljibe rectangular al centro. Fue fabricado a base de sillares tallados de origen local y se cubre con un embovedado de hormigón. La entrada se muestra adintelada, con una inscripción conmemorativa de la fecha de finalización de las obras del edificio. Cuenta con unas dimensiones de 15 metros en su flanco sur por 10 metros hacia el este de tendencia poligonal.
Del arca parten en dirección norte los primeros tramos del acueducto que en buena parte se conservan, al aire o soterrados, en unos 50/60 metros cruzando varias fincas hasta que queda cortado por la carretera de Alhaurín. Al otro lado de la vía pasa casi todo el tramo soterrado a través fincas particulares. En el trayecto se pueden observar restos de antiguos molinos a los que servía el acueducto. Hasta el cortijo Tabico se pueden observar tres tramos de 100, 150 y 107 metros que para nivelarse frente a la variable cota del terreno se encuentran a una altura entre 1,70 y 2,00 metros. Después el trazado gira al oeste y se encuentra muy fragmentado hasta llegar al mencionado cortijo, donde la cañería tiene una extensión de 156 metros.
Desde el Tabico hasta el Peñón-Zapata, el trazado discurre por una zona habitada —donde sirve de linde—, salva una depresión y poco después un arroyo para lo que se llega a elevar hasta 5,00 metros y se abren tres ojos, presentando a la vista gran monumentalidad por los arcos empleados. Sigue semisoterrado y cortado en varios tramos hasta llegar a la zona habitada de la barriada de Zapata en Alhaurín de la Torre donde avanza por 1.200 metros con varios grandes arcos. Después se llega al puente del Rey próximo a las pistas del aeropuerto de Málaga, a la altura del camino o carretera del Chopo. A pesar de que se encuentra en un estado de conservación deficiente, el puente sobre el Guadalhorce es uno de los sectores más llamativos y sorprendentes. Permanecen todavía en el siglo XXI cinco arcos pequeños, dos grandes y diez pilares. La técnica constructiva y la formalización de los arcos —aun estando los pequeños cegados— resultan de gran potencia formal.

## Estatus patrimonial
La acueducto de la Fuente del Rey es un bien inmueble declarado bien de interés cultural con la calificación de Sitio Histórico e inscrito en el Catálogo General del Patrimonio Histórico Andaluz, por Decreto de 8 de mayo de 2018 de la consejería de Cultura de la Junta de Andalucía y goza del nivel de protección establecido para dichos bienes en la Ley 14/2007, de 26 de noviembre, del Patrimonio Histórico de Andalucía.